# Satanized
Satanized (właśc. Satanized (A Journey Through Cosmic Infinity)) – szósty, przełomowy w karierze, album studyjny austriackiej grupy muzycznej Abigor wydany 20 marca 2001 roku przez Napalm Records. 
Podczas prac nad albumem za perkusją zasiedli Moritz Neuner oraz Lukas Lindenberger zastępując Thomasa Tannenbergera.

## Lista utworów
1. „The Legacy” – 5:57
2. „Re-Pulsor” – 5:15
3. „Battlestar Abigor” – 4:50
4. „Galaxies And Eons Decline” – 5:36
5. „Luminescense Of Darkness” – 4:46
6. „Nocturnal Stardust” – 6:50
7. „Satan's Galaxy” – 4:33
8. „The Redeemers Return” – 4:00

## Twórcy
- Peter Kubik – gitara, instrumenty klawiszowe
- Moritz Neuner, Lukas Lindenberger – perkusja
- Thurisaz – śpiew, gitara basowa
- Georg Hrauda – produkcja